# Vittorio Adorni
Vittorio Adorni   (Parma, 14 de novembre de 1937 - Parma, 24 de desembre de 2022) va ser un ciclista italià que fou professional entre 1961 i 1970. Durant els anys de professionalisme aconseguí 60 victòries, destacant el campionat del món de ciclisme, el Giro d'Itàlia de 1965 i 11 etapes al Giro.
En retirar-se del ciclisme professional va fer de comentarista de televisió i director esportiu durant alguns anys, dirigint els equips Salvarani i Bianchi-Campagnolo. Actualment, forma part del cos directiu de la Unió Ciclista Internacional.

## Palmarès
- 1961
  - 1r a la Coppa San Geo
- 1962
  - Vencedor d'una etapa al Giro d'Itàlia
- 1963
  - Vencedor de 2 etapes al Giro d'Itàlia
- 1964
  - 1r al Giro de Sardenya
  - Vencedor de 2 etapes al Giro d'Itàlia
- 1965
  -  1r al Giro d'Itàlia i vencedor de 3 etapes
  - 1r al Tour de Romandia i vencedor de 2 etapes
- 1966
  - 1r a la Volta a Bèlgica i vencedor d'una etapa
  - 1r al Gran Premi de Lugano
  - Vencedor d'una etapa al Giro d'Itàlia
  - Vencedor d'una etapa a la París-Niça
- 1967
  - 1r al Tour de Romandia i vencedor d'una etapa
  - 1r a la Copa Bernocchi
  - Vencedor d'una etapa al Giro d'Itàlia
- 1968
  -  Campió del món de ciclisme en ruta
  - 1r al Circuit de Larciano
  - 1r al Gran Premi Baden-Baden (amb Ferdinand Bracke)
  - Vencedor d'una etapa a la Tirrena-Adriàtica
- 1969
  -  Campió d'Itàlia en ruta (Giro de la Província de Reggio de Calàbria)
  - 1r a la Volta a Suïssa i vencedor de 2 etapes
  - Vencedor de 2 etapes al Tour de Romandia
  - Vencedor d'una etapa al Giro d'Itàlia
  - Vencedor d'una etapa a la Tirrena-Adriàtica
- 1970
  - Vencedor d'una etapa al Tour de Romandia

### Resultats al Giro d'Itàlia
- 1961. 28è de la classificació general
- 1962. 5è de la classificació general. Vencedor d'una etapa
- 1963. 2n de la classificació general. Vencedor de 2 etapes
- 1964. 4t de la classificació general. Vencedor de 2 etapes
- 1965. 1r de la classificació general. Vencedor de 3 etapes
- 1966. 7è de la classificació general. Vencedor d'una etapa
- 1967. 4t de la classificació general. Vencedor d'una etapa
- 1968. 2n de la classificació general
- 1969. 12è de la classificació general. Vencedor d'una etapa
- 1970. 10è de la classificació general

### Resultats al Tour de França
- 1962. Abandona (7a etapa)
- 1964. 10è de la classificació general
- 1965. Abandona (9a etapa)

### Resultats a la Volta a Espanya
- 1968. 5è de la classificació general